# Čepič
Čepič je priimek v Sloveniji, ki ga je po podatkih Statističnega urada Republike Slovenije na dan 1. januarja 2010 uporabljalo 31 oseb in je med vsemi priimki po pogostosti uporabe uvrščen na 11.285. mesto.

## Znani nosilci priimka
- Ana Vogrinčič Čepič (*1976), sociologinja kulture, prof. FF UL
- Bogdan Čepič (*1956), ekonomist, politik, športni delavec
- Branko Čepič, arhitekt, fotograf, obliokovalec...
- Klemen Čepič (*1967), alpinist/plezalec, fotograf?
- Ljuba Čepič (1895 - 1958?), pevka, kronistka ...
- Maks Čepič - Iztok, komisar Pohorskega bataljona, 1944 likvidiran od PK VOS-Puklastega Mihe kot gestapovski agent
- Mara Čepič (r. Novak) (1895—1982), učiteljica, spomeničarka, družbenopolit. delavka
- Mirko Čepič (1927—2011), novinar, urednik
- Mojca Čepič (*1960), didaktičarka fizike, prof. PEF UL
- Tatjana Čepič, muzealka
- Zdenko Čepič (*1952), zgodovinar

### priimek Čepić
- Branko Čepić, arhitekt, fotograf, oblikovalec